# Izbrisani
Izbrisani (eng. The Chumscrubber) je američka satirična drama iz 2005. To je prvi dugometražni film američkog redatelja Arieja Posina.

## Radnja
Sve počinje kada Dean Stiffle pronađe tijelo svog prijatelja Troya. Ne potrudi se reći nikome od odraslih osoba o tome jer zna da ih nije briga. Svi u tom suburbanom naselju previše su zauzeti samim sobom da bi brinuli o drugim stvarima. Nakon Troyeve smrti, lokalni dileri ostaju bez svih zaliha droge. Uvjeravaju Deana da im dostavi Troyeve zadnje zalihe ili će ubiti njegovog brata kojeg su oteli. Ali, njihov je problem što su oteli pogrešnog dječaka.

## Glavni glumci
- Jamie Bell kao Dean Stiffle
- Camilla Belle kao Crystal
- Justin Chatwin kao Billy
- Glenn Close kao Carrie Johnson
- Ralph Fiennes kao Gradonačelnik Michael Ebbs
- William Fichtner kao Bill Stiffle

## Vanjske poveznice
- Izbrisani u internetskoj bazi filmova IMDb-a